# Breitfussia
Breitfussia é um gênero de esponja marinha da família Jenkinidae.

## Espécies
- Breitfussia chartacea (Jenkin, 1908)
- Breitfussia schulzei (Breitfuss, 1896)
- Breitfussia vitiosa (Brøndsted, 1931)